# フエ駅
フエ駅（フエえき、ベトナム語：Ga Huế / 𥩤化）はベトナムのフエ市トゥアンホア区にあるベトナム鉄道の駅である。フランス植民地時代に南北線の駅として建設された。フランス建築の影響を受け、ベトナムで最も美しい駅の一つとされている。

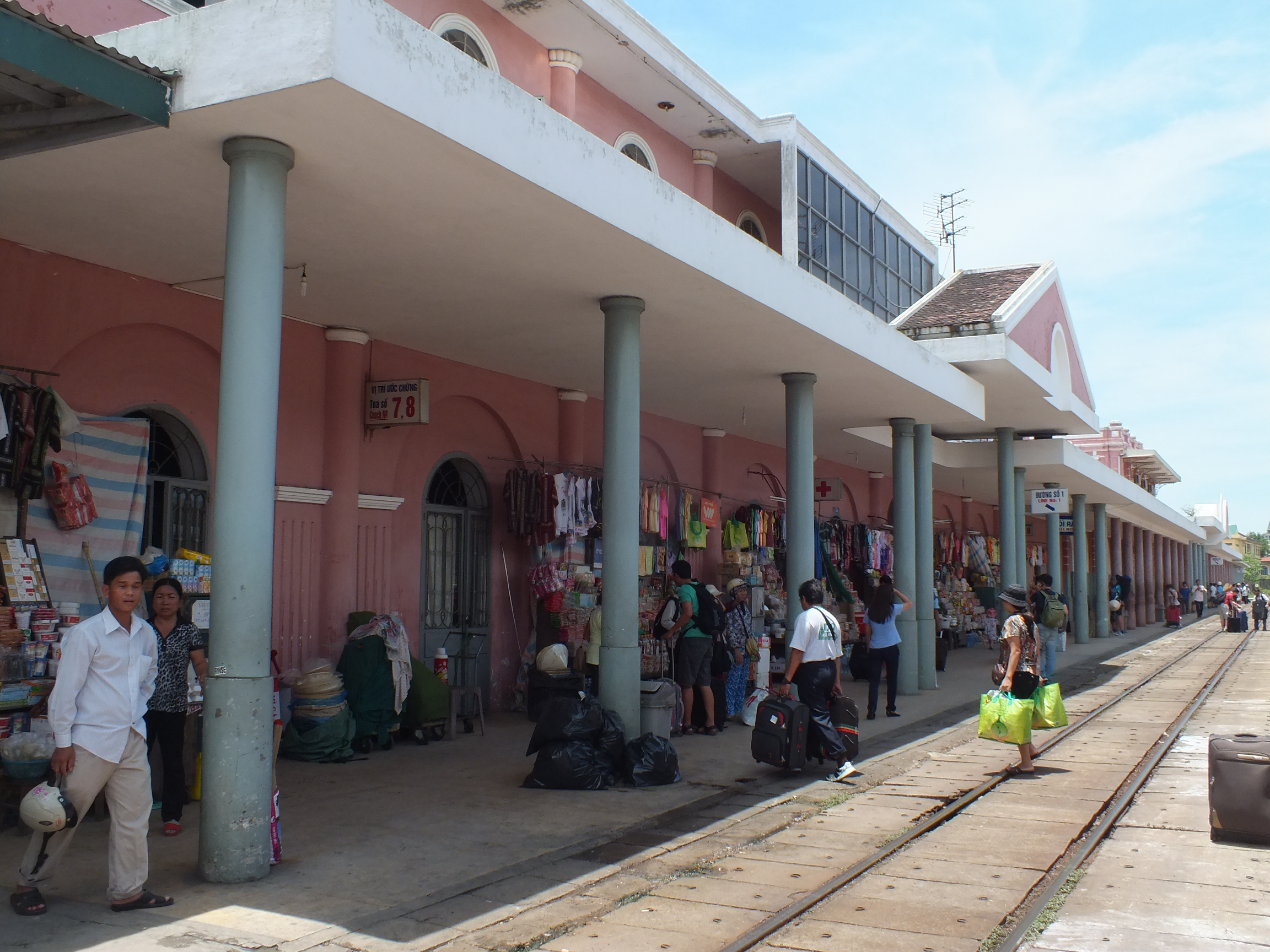
フエ駅構内

## 駅周辺
- フエ大学 (1.5km)
- トゥーゾー・スタジアム (3km)
- フバイ国際空港 (12km)